# Divín (okres Lučenec)
Divín (do roku 1927 Divíň; německy Diwein, maďarsky Divény, Diviny) je obec na Slovensku v okrese Lučenec. Žije v ní přibližně 2 000 obyvatel.

## Přírodní poměry
V katastrálním území vesnice se nachází přírodní památka Mara a zasahují do něj části přírodních rezervací Príbrežie Ružinej a Ružinské jelšiny.

## Pamětihodnosti
Obci vévodí zřícenina gotického hradu Divín. Pod hradem se nachází opevněný renesanční zámeček z roku 1670 se čtyřmi bastiony, který výrazně přestavěl a opevnil Žigmund Balaša. V obci se nachází barokní dvouvěžový kostel Všech svatých z roku 1657, postavený na gotických základech a obehnaný opevněním ze 17. století. V blízkosti kostela je fara z roku 1761 s nejstaršími slunečními hodinami v Novohradu. V sedýlku na jižní straně hradu se nachází pozdně barokní kaple svaté Anny z roku 1775 se starým hřbitovem. Celá obec byla původně obehnána opevněním, které se zachovalo už jen v náznacích.